# Río Hueinahue
Río Hueinahue är ett vattendrag i Chile.   Det ligger i regionen Región de Los Ríos, i den södra delen av landet, 800 km söder om huvudstaden Santiago de Chile. Río Hueinahue ligger vid sjön Lago Maihue.
I omgivningen kring Río Hueinahue växer i huvudsak blandskog. Området är mycket glesbefolkat, med 7 invånare per kvadratkilometer.